# Сардинска пика
Сардинската пика (Prolagus sardus) е изчезнал вид бозайник от семейство Prolagidae.

## Разпространение
Видът е бил разпространен на островите Сардиния, Корсика и съседните средиземноморски острови.